# Gaiane
Gaiane (armeni:Գայանե; rus: Гаянэ) és un ballet en quatre actes amb música d'Aram Khatxaturian. Composta originalment el 1939 o abans, quan es va produir per primera vegada (a Erevan) com a Felicitat. Revisat el 1941–42 amb llibret de Konstantín Derjavin i coreografia de Nina Aníssimova (esposa de Derjavin),:133–34la partitura va ser revisada el 1952 i el 1957, amb una nova trama. El disseny de l'escenari va ser de Nathan Altman (escenografia) i Tatiana Bruni (vestuari).
La primera representació va tenir lloc el 9 de desembre de 1942, representada pel Ballet Kírov mentre era a Perm, Rússia, durant l'evacuació de la Segona Guerra Mundial, i va ser retransmesa per la ràdio.:57Els ballarins principals van ser: Natàlia Dudínskaia (Gaiane), Nikolai Zubkovski (Karen), Konstantín Serguéiev (Armen), Tatania Vetxeslova (Nune) i Borís Xavrov (Giko). El director d'orquestra va ser Pavel Feldt.:59Les parts més famoses del ballet són la <i>Dansa del sabre</i>, que ha estat interpretada per molts (inclosos artistes pop).
La Gaiane original de Khatxaturian era la història d'una jove armènia les conviccions patriòtiques de la qual entren en conflicte amb els seus sentiments personals en descobrir la traïció del seu marit. En anys posteriors, la trama va ser modificada diverses vegades, i la història resultant va emfatitzar el romanç per sobre del zel nacionalista.

## Història
El ballet, basat en un ballet anterior compost el 1939 per Khatxaturian anomenat Felicitat,:127va ser creat quan el ballet Kírov era a Perm. Khatxaturian va començar a compondre la partitura a la tardor de 1941 i el ballet es va estrenar el 3 de desembre de 1942 al petit escenari del teatre estatal de Perm. Malgrat aquestes limitacions, l'efecte va ser profund; de fet, el missatge era que la companyia continuava existint i produint nous ballets, tot i els temps molt difícils. Aníssimova va convidar diferents ballarins a participar en el seu ballet, ballarins que es trobaven a la ciutat en aquell moment; hi havia una sensació de companyonia i esforç conjunt que s'adaptava a la sensació positiva del ballet en si. La composició, la música, el ball, tot plegat va crear alguna cosa que, malgrat les debilitats del llibret, expressava el triomf de la dansa i les seves moltes possibilitats.

## Instrumentació
La partitura orquestral requereix:
- Vent fusta: 3 flautes (3a doblant flautí), 2 oboès, corn anglès, 3 clarinets (3r doblant clarinet baix), saxòfon alt, 2 fagots;
- Metall: 4 trompes, corneta, 3 trompetes, trompeta alta, 3 trombons, tuba baixa;
- Percussió: timbales, triangle, pandereta, 2 tambors laterals, címbals, bombo, tam-tam, doli, daira, glockenspiel, xilòfon, marimba, vibràfon, carillons;
- Teclats: celesta, piano;
- Cordes: 2 arpes, violins (1r i 2n), violes, violoncels i contrabaixos.

## Trama
El ballet Gaiane se situa en una granja col·lectiva del sud d’Armènia durant l’inici de la Segona Guerra Mundial. La protagonista, una treballadora del cotó anomenada Gaiane, es veu atrapada en un conflicte amb el seu marit Giko, un personatge violent i alcohòlic. Després de denunciar-lo, ell respon amb un acte de sabotatge i segrest. L’aparició de les forces frontereres soviètiques evita conseqüències més greus. Giko és detingut, i Gaiane acaba unida sentimentalment amb el cap del destacament militar. El seu enllaç propicia una seqüència de danses tradicionals de diverses repúbliques soviètiques, entre les quals destaca la coneguda Dansa del Sabre. Diverses versions del ballet introdueixen canvis en subtrames i personatges secundaris, com ara Armen, el germà de Gaiane, i la seva relació amorosa.